# (16432) 1988 VL2
1988 في أل 2 (ويعرف أيضًا باسم (16432) 1988 في أل 2 وفق تسمية الكوكب الصغير) (بالإنجليزية: 1988 VL2)‏ هو كويكب ضمن حزام الكويكبات؛ وترتيبه 16432 من حيث الاكتشاف.
اكتُشف هذا الجُرم الفلكي بواسطة Masaru Arai ‏ في 10 نوفمبر 1988.

## وصلات خارجية
- (16432) 1988 VL2 في قاعدة بيانات مختبر الدفع النفاث لأجرام النظام الشمسي الصغيرة

- الاكتشاف · مخطط المدار ·  العناصر المدارية · المعلمات المادية

- (16432) 1988 VL2 على موقع ويكي سكاي: DSS2, SDSS, GALEX, IRAS, Hydrogen α, X-Ray, Astrophoto, Sky Map, Articles and images